# BMG Classic
De BMG Classic is een jaarlijks golftoernooi in Zuid-Afrika en maakt deel uit van de Sunshine Tour. Het werd opgericht in 2008 nadat de hoofdsponsor, Bearing Man Group, hun langdurige samenwerking met de Highveld Classic beëindigde.

## Winnaars
| Jaar | Golfbaan                     | Winnaar             | Score | Score | Info                                   |
| ---- | ---------------------------- | ------------------- | ----- | ----- | -------------------------------------- |
| 2008 | Ebotse Golf & Country Estate | Doug McGuigan       | 206   | –10   |                                        |
| 2009 | Glendower Golf Club          | Graham DeLaet       | 205   | –11   |                                        |
| 2010 | Glendower Golf Club          | Brandon Pieters     | 205   | –11   | Won de play-off van Ben Mannix         |
| 2011 | Glendower Golf Club          | James Kamte         | 207   | –9    | Won de play-off van Dawie Van der Walt |
| 2012 | Glendower Golf Club          | Teboho Sefatsa      | 206   | –10   |                                        |
| 2013 | Glendower Golf Club          | Ulrich van den Berg | 201   | –15   |                                        |
| 2014 | Glendower Golf Club          | Merrick Bremner     | 204   | –12   |                                        |

| Toernooirecord |  | po = winnaar na play-off |

 Dimension Data Pro-Am ·
 Joburg Open ·
 Afrika Open ·
 Tshwane Open ·
 Investec Cup ·
 Zimbabwe Open ·
 Zambia Open ·
 Zambia Sugar Open ·
 Royal Swazi Sun Open ·
 AfrAsia Bank Mauritius Open ·
 Lombard Insurance Classic ·
 Vodacom Origins of Golf Tour I ·
 Vodacom Origins of Golf Tour II ·
 Sun City Challenge ·
 Vodacom Origins of Golf Tour III ·
 Wild Waves Golf Challenge ·
 Vodacom Origins of Golf Tour IV ·
 Sun Boardwalk Golf Challenge ·
 BMG Classic ·
 Vodacom Origins of Golf Tour V ·
 Nedbank Affinity Cup ·
 Vodacom Origins of Golf Tour Finale